# Alfred Adewale Martins
Alfred Adewale Martins (1 de junho de 1959) é um prelado da Igreja Católica nigeriano, atual arcebispo de Lagos.

## Biografia
Alfred Anthony Adewale Martins nasceu em 1 de junho de 1959 no Hospital do Sagrado Coração em Abeocutá, no estado federado de Ogum, no sudoeste da Nigéria. Vindo de uma família católica devota, ele é o terceiro filho, de Gregory Obasola e Victoria Oluremi Martins, que foram catequisados nas aldeias vizinhas de Ake e Ljemo. Ele recebeu o ensino fundamental na Escola Católica Missionária Romana de Santo Agostinho em sua cidade natal, onde aprendeu a ler e escrever. Em 1976, ele foi admitido no seminário Santos Pedro e Paulo no distrito de Bodija, em Ibadã.
Durante essa fase, ele também obteve seu diploma em ciências religiosas na Universidade de Ibadã, em 1978, e seu diploma em teologia na Pontifícia Universidade Urbaniana, em Roma, em 1983. Tendo cumprido os requisitos, ele foi ordenado diácono na Catedral de Santa Cruz de Lagos, no dia 19 de fevereiro de 1983, com sete de seus colegas de classe conhecidos popularmente como "a classe dos oito" por Anthony Olubunmi Okogie.

## Vida religiosa
Foi ordenado em 18 de setembro, na na Catedral de Santa Cruz de Lagos, pelo Arcebispo Okogie. Logo após a ordenação, ele recebeu a primeira designação pastoral como administrador assistente na Catedral de Santa Cruz, de outubro de 1983 a agosto de 1984. Em setembro de 1986, ele foi então transferido para o Seminário Maior de Santos Pedro e Paulo, participando do treinamento de futuros padres como assistente de graduação, fazendo cursos no Departamento de Filosofia. Padre Martins realizou inúmeras tarefas na comunidade do seminário: tesoureiro, de 1988 a 1994; Chanceler e secretário do Comitê de Nomeações e Promoções até 1996. Para enriquecer ainda mais seus conhecimentos no campo da especialização, obteve admissão na Universidade de St. Andrews, na Escócia, onde obteve o mestrado em Literatura e Filosofia em 1997. Ele então se matriculou no programa de doutorado da Universidade de Edimburgo. Ele acabara de apresentar a tese de sua pesquisa quando foi elevado ao episcopado.
Em 24 de novembro de 1997, promulgando a bula Cum ad aeternam, o Papa João Paulo II erigiu a nova diocese de Abeocutá, separando o território da arquidiocese de Lagos; ao mesmo tempo, nomeou o padre Martins como primeiro bispo, que com apenas trinta e oito anos se tornou um dos bispos mais jovens do mundo. Ele recebeu a consagração episcopal nas mãos do núncio apostólico, arcebispo Carlo Maria Viganò, assistido por Anthony Okogie, o arcebispo de Lagos e Albert Fasina, bispo da diocese de Ijebu-Ode, no MKO Abiola International Stadium de Abeocutá, em 24 de janeiro de 1998. Durante sua prelazia, buscou apoiar as atividades educacionais e de saúde, com a construção de colégios e hospitais.[carece de fontes?]
Em 19 de abril de 2002, juntamente com alguns membros do episcopado nigeriano, ele fez uma visita ad limina apostolorum ao Vaticano, para conversar com o Papa João Paulo II sobre a situação e os problemas relacionados à sua área pastoral. Em 5 de fevereiro de 2009, ele repetiu a visita novamente, encontrando o Papa Bento XVI. A Conferência dos Bispos Católicos da Nigéria também o elegeu delegado da Igreja da Nigéria na II Assembléia Especial para a África do Sínodo dos Bispos, realizada em Roma, de 4 a 25 de outubro do mesmo ano.[carece de fontes?]
Em 25 de maio de 2012, o Papa Bento XVI nomeou Monsenhor Martins, uma semana antes de completar 53 anos, como o novo arcebispo metropolitano de Lagos. No dia 29 de junho seguinte, dia da Festa de São Pedro e São Paulo, ele foi à Basílica de São Pedro, no Vaticano, onde o Papa lhe impôs o pálio. Ele tomou posse da Catedral de Santa Cruz, em Lagos, em 4 de agosto do mesmo ano, na presença de Dom Augustine Kasujja, arcebispo-titular de Cesareia de Numídia e núncio apostólico na Nigéria. Em 26 de abril de 2018, foi pela terceira vez ao Vaticano para a visita ad limina apostolorum, encontrando desta vez o Papa Francisco.
A situação religiosa na Nigéria é bastante complicada, com a maioria muçulmana do norte e a católica do sul, portanto os confrontos entre os dois grupos são muito frequentes, como quando, durante a Páscoa de 2018, o presidente nigeriano Muhammadu Buhari, de religião islâmica, fez uma visita a Lagos, colocando os católicos em "uma situação difícil, privando-os do direito de adorar", como reclamou Dom Martins. Outro problema diz respeito aos frequentes ataques terroristas do Boko Haram, cuja derrota foi um dos principais objetivos explorados pelo Presidente Buhari para vencer as eleições de 2015 e 2019, que continuam a sequestrar e matar cristãos.